# Leptochilus longipalpus
Leptochilus longipalpus är en stekelart som beskrevs av Gusenleitner 1985. Leptochilus longipalpus ingår i släktet Leptochilus och familjen Eumenidae. Inga underarter finns listade i Catalogue of Life.